# Pringlea antiscorbutica
Pringlea antiscorbutica, thường được gọi là cải bắp Kerguelen, là thành viên duy nhất của chi thực vật có hoa đơn loài Pringlea thuộc họ Cải (Brassicaceae). Tên thông thường bắt nguồn từ tên quần đảo mà ở đó chúng được phát hiện, quần đảo Kerguelen. Tên chi (Pringlea) được đặt để vinh danh Sir John Pringle, chủ tịch Hội Hoàng gia Luân Đôn vào thời điểm bác sĩ William Anderson của Thuyền trưởng James Cook phát hiện loài này năm 1776.

## Phân bố
Cải bắp Kerguelen mọc trên các đảo xa sôi gồm đảo Heard và quần đảo McDonald, quần đảo Crozet, quần đảo Hoàng tử Edward và quần đảo Kerguelen. Loài tổ tiên của P. antiscorbutica có thể bắt nguồn từ Nam Mỹ, khoảng 5 triệu năm trước.

## Sinh sống

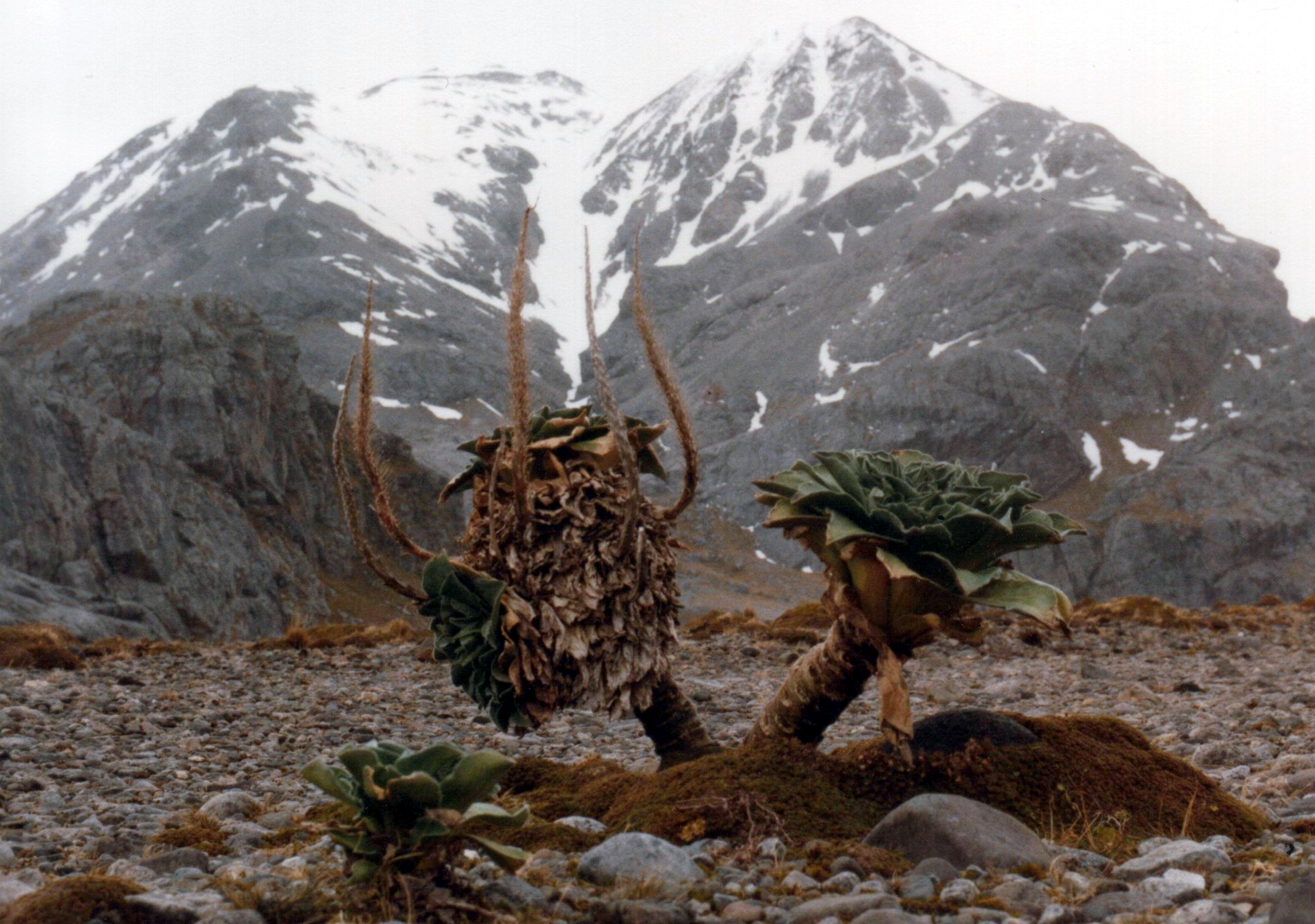
Một cây bắp cải Kerguelen già tại Péninsule Rallier du Baty, đảo Kerguelen

Các hòn đảo bản địa của cải bắp Kerguelen nằm ở khoảng 50°N và thường xuyên hứng chịu gió mạnh. Đặc điểm khí hậu tạo bắt lợi cho việc thụ phấn bằng gió, trừ những ngày trời dịu không thường xuyên, cộng với việc không có côn trùng thụ phấn nhiều khả năng là lời giải tại sao cải bắp Kerguelen lại là loài tự thụ phấn. Cây phát triển đến đường kính khoảng 50 cm trong vòng bốn năm, và nở hoa lần đầu vào năm thứ ba hay bốn. Khi trưởng thành, chúng thể hiện nhiều đặc điểm thích nghi cho cái lạnh như mức polyamine cao.

## Công dụng
Cây này ăn được, chức nhiều kali. Lá cây chứa dầu giàu vitamin C, một điều làm nó rất hấp dẫn với những thủy thủ mắc scorbut vào thời kỳ thuyền buồm. Nó là thứ luôn có trong bữa ăn của thợ săn cá voi Kerguelen khi thịt bò, lợn hoặc hải cẩu hết. Tháng 5, 1840, nhà thực vật học J.D. Hooker trở thành người đầu tiên nghiên cứu kỹ càng về chúng. Hooker cũng ăn súp với lá cải bắp Kerguelen, và mô tả rằng lá sống thì giống cải xoong, còn lá luộc thì giống cải bắp sấy khô, và rễ cây vị như Armoracia rusticana.